# Gobierno Petkov
El gobierno Petkov (en búlgaro: Правителството на Кирил Петков:  КириmlПетков) es el gobierno de la República de Bulgaria desde el 13 de diciembre de 2021, bajo la 47.ª Asamblea Nacional.
Está dirigido por el centrista Kiril Petkov, tras la victoria de Continuamos el Cambio (PP) por mayoría relativa en las elecciones legislativas de noviembre de 2021, y se basa en una coalición de cuatro partidos. Sucede al segundo gobierno del tecnócrata Stefan Yanev.

## Formación del gobierno
Este gobierno está dirigido por el nuevo primer ministro centrista Kiril Petkov, exministro de Economía del primer gobierno de Yanev. Está constituido y apoyado por una coalición entre Continuamos el Cambio (PP), BSP para Bulgaria (BSPzB), Existe Tal Pueblo (ITN) y Bulgaria Democrática (DB). En conjunto, cuentan con 134 diputados de 240, el 55,8% de los escaños.
Se formó tras las elecciones legislativas anticipadas del 14 de noviembre de 2021.
Sucede al segundo gobierno de tecnocrates de Stefan Yanev, investido tras el fracaso de las fuerzas políticas en constituir un gobierno de pleno ejercicio tras las elecciones de julio y de abril de 2021.

### Conversaciones entre partidos
Durante las elecciones, el partido centrista y anticorrupción Continuamos el Cambio (PP) supera inesperadamente al partido de centro derecha Ciudadanos para el Desarrollo Europeo de Bulgaria (GERB) del ex primer ministro Boyko Borissov. Para tener una mayoría para gobernar, estaba obligado a unir fuerzas con otras tres formaciones políticas, BSP para Bulgaria (BSPzB), Existe Tal Pueblo (ITN) y Bulgaria Democrática (DB), cuyos programas no son necesariamente compatibles en materia económica, social o diplomática. Una semana después, el presidente saliente, Rumen Radev, fue reelegido en la segunda vuelta de las elecciones presidenciales con alrededor de dos tercios de los votos; sacando su popularidad de su denuncias de la corrupción, su victoria consolida la del PP en las elecciones legislativas.
El 23 de noviembre comienzan las primeras conversaciones entre las cuatro formaciones políticas, tomando el formato de discusiones temáticas llevadas a cabo por expertos de cada partido. Terminan cinco días después, después de ocho reuniones separadas. En la sesión constitutiva de la 47.ª Asamblea Nacional el 3 de diciembre, el diputado de Continuamos el Cambio (PP) Nikola Minchev es elegido presidente de la Asamblea Nacional por 158 votos a favor y 72 en contra.
Al día siguiente de esta sesión parlamentaria, el cofundador de PP Assen Vassilev indica que el objetivo de su formación es disponer de un gobierno operativo para la semana siguiente. Hace saber el 9 de diciembre que el acuerdo de coalición podría estar listo el 10 de diciembre. Efectivamente, un acuerdo de 140 páginas que centra el trabajo del ejecutivo sobre la lucha contra la corrupción, la reforma de la justicia y la modernización del sistema de salud. El acuerdo se firmó al día siguiente por los cuatro partidos, permitiendo la investidura del nuevo gabinete desde el 13 de diciembre.
Previamente, Kiril Petkov recibió formalmente el 11 de diciembre el mandato de formar el nuevo gobierno búlgaro, entregado por el presidente Radev, a quien devuelve inmediatamente la estructura ministerial y la lista de ministros del equipo que pretende constituir. Unas horas más tarde presentó a la prensa la composición de su equipo gubernamental, en un evento organizado en la sede de la Asamblea Nacional, e insistió en que su mandato de cuatro años estará bajo el lema "Tolerancia cero para la corrupción". El 13 de diciembre, el gobierno recibe la confianza de la Asamblea por 134 votos a favor y 106 en contra.

## Apoyo parlamentario
| Cámara            | Candidato    | Fecha                                            | Voto |    |    |    |    | VAZ |    |    | Total   |
| ----------------- | ------------ | ------------------------------------------------ | ---- | -- | -- | -- | -- | --- | -- | -- | ------- |
| Asamblea Nacional | Kiril Petkov | 17 de diciembre de 2021 Mayoría simple (121/240) | Sí   | 67 |    | 26 |    |     | 25 | 16 | 134/240 |
| Asamblea Nacional | Kiril Petkov | 17 de diciembre de 2021 Mayoría simple (121/240) | No   |    | 59 |    | 32 | 13  |    |    | 104/240 |
| Asamblea Nacional | Kiril Petkov | 17 de diciembre de 2021 Mayoría simple (121/240) | Aus. |    |    |    | 2  |     |    |    | 2/240   |

## Gabinete Ministerial
Continuamos el Cambio      Partido Socialista Búlgaro      Existe Tal Pueblo      Bulgaria Democrática
     Independientes

### Primer Ministro de la República de Bulgaria
| Fotografía | Primer Ministro | Período                 | Período             | Partido | Partido |
| Fotografía | Primer Ministro | Inicio                  | Fin                 | Partido | Partido |
| ---------- | --------------- | ----------------------- | ------------------- | ------- | ------- |
|            | Kiril Petkov    | 13 de diciembre de 2021 | 2 de agosto de 2022 |         |         |

### Vice primeros ministros de la República de Bulgaria
| Fotografía | Vice primeros ministros | Período                 | Período             | Partido | Partido |
| Fotografía | Vice primeros ministros | Inicio                  | Fin                 | Partido | Partido |
| ---------- | ----------------------- | ----------------------- | ------------------- | ------- | ------- |
|            | Korneliya Ninova        | 13 de diciembre de 2021 | 2 de agosto de 2022 |         |         |
|            | Assen Vassilev          | 13 de diciembre de 2021 | 2 de agosto de 2022 |         |         |
|            | Grozdan Karadzhov       | 13 de diciembre de 2021 | 2 de agosto de 2022 |         |         |
|            | Borislav Sandov         | 13 de diciembre de 2021 | 2 de agosto de 2022 |         |         |
|            | Kalina Konstantinova    | 13 de diciembre de 2021 | 2 de agosto de 2022 |         |         |

### Ministerios
| Ministerio                           | Fotografía | Titular            | Período                 | Período             | Partido | Partido |
| Ministerio                           | Fotografía | Titular            | Inicio                  | Fin                 | Partido | Partido |
| ------------------------------------ | ---------- | ------------------ | ----------------------- | ------------------- | ------- | ------- |
| Agricultura                          |            | Ivan Ivanov        | 13 de diciembre de 2021 | 2 de agosto de 2022 |         |         |
| Asuntos Exteriores                   |            | Teodora Genchovska | 13 de diciembre de 2021 | 2 de agosto de 2022 |         |         |
| Cultura                              |            | Atanas Atanasov    | 13 de diciembre de 2021 | 2 de agosto de 2022 |         |         |
| Defensa                              |            | Stefan Yanev       | 13 de diciembre de 2021 | 1 de marzo de 2022  |         | Ind     |
| Defensa                              |            | Dragomir Zakov     | 1 de marzo de 2022      | 2 de agosto de 2022 |         |         |
| Desarrollo Regional y Obras Públicas |            | Grozdan Karadzhov  | 13 de diciembre de 2021 | 2 de agosto de 2022 |         |         |
| Economía e Industria                 |            | Korneliya Ninova   | 13 de diciembre de 2021 | 2 de agosto de 2022 |         |         |
| Educación y Ciencia                  |            | Nikolai Denkov     | 13 de diciembre de 2021 | 2 de agosto de 2022 |         | Ind     |
| Energía                              |            | Alexander Nikolov  | 13 de diciembre de 2021 | 2 de agosto de 2022 |         |         |
| Finanzas                             |            | Assen Vassilev     | 13 de diciembre de 2021 | 2 de agosto de 2022 |         |         |
| Gobernanza Electrónica               |            | Bozhidar Bojanov   | 13 de diciembre de 2021 | 2 de agosto de 2022 |         |         |
| Innovación y Crecimiento             |            | Daniel Lorer       | 13 de diciembre de 2021 | 2 de agosto de 2022 |         |         |
| Interior                             |            | Boyko Rashkov      | 13 de diciembre de 2021 | 2 de agosto de 2022 |         | Ind     |
| Justicia                             |            | Nadezhda Yordanova | 13 de diciembre de 2021 | 2 de agosto de 2022 |         |         |
| Juventud y Deportes                  |            | Radostin Vasilev   | 13 de diciembre de 2021 | 2 de agosto de 2022 |         |         |
| Medio Ambiente y Aguas               |            | Borislav Sandov    | 13 de diciembre de 2021 | 2 de agosto de 2022 |         |         |
| Salud                                |            | Asena Serbezova    | 13 de diciembre de 2021 | 2 de agosto de 2022 |         |         |
| Trabajo y Asuntos Sociales           |            | Georgi Gokov       | 13 de diciembre de 2021 | 2 de agosto de 2022 |         |         |
| Transportes y Comunicaciones         |            | Nikolai Sabev      | 13 de diciembre de 2021 | 2 de agosto de 2022 |         |         |
| Turismo                              |            | Hristo Prodanov    | 13 de diciembre de 2021 | 2 de agosto de 2022 |         |         |